# Asemesthes affinis
Asemesthes affinis is een spinnensoort in de taxonomische indeling van de bodemjachtspinnen (Gnaphosidae).
De wetenschappelijke naam van de soort werd in 1933 gepubliceerd door Roger de Lessert.